# Grajalesia fasciculata
Grajalesia fasciculata är en underblomsväxtart som först beskrevs av Paul Carpenter Standley, och fick sitt nu gällande namn av Faustino Miranda. Grajalesia fasciculata ingår i släktet Grajalesia och familjen underblomsväxter. Inga underarter finns listade i Catalogue of Life.